# Rosa moyesii
Espèce
Classification phylogénétique
Rosa moyesii est une espèce de plantes à fleurs de la famille des Rosaceae. C'est un rosier classé dans la section des Cinnamomeae, originaire de Chine occidentale (Shaanxi, Sichuan, Yunnan) découvert en 1890, importé en 1894.
Il en existe deux variétés :
- Rosa moyesii var. moyesii,
- Rosa moyesii var. pubescens T. T. Yü & H. T. Tsai.

Synonymes : Rosa holodonta Stapf, Rosa moyesii var. fargesii Rolfe.
L'adjectif spécifique, moyesii, rappelle que cette espèce a été dédiée par E. H. Wilson à un missionnaire britannique, le père J. Moyes.

## Description
C'est un arbuste pouvant atteindre deux mètres de haut, aux fleurs simples rouges, solitaires ou en petits groupes de deux ou trois, fleurissant en été (non remontant).

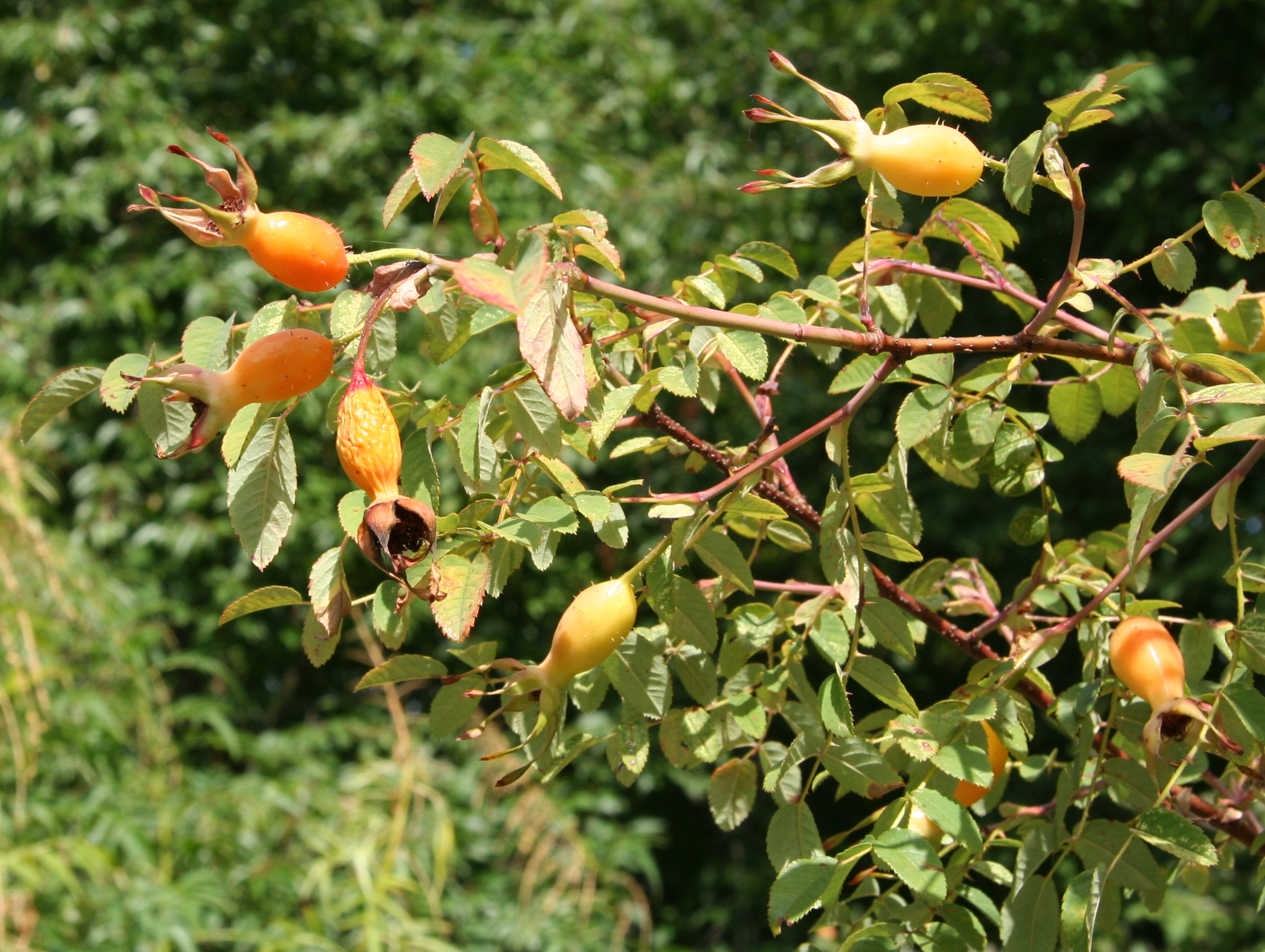
Les fruits sont des cynorrhodons de couleur orangé à maturité, à la forme particulière «  en bouteille », longs de 5 à 6 cm. La plupart sont stériles.

## Culture et utilisation
Cette espèce est parfois cultivée comme plante ornementale. Elle a également été utilisée pour la production de variétés de rosiers améliorées.
Elle présente plusieurs variantes :
- Rosa moyesii 'Fargesii' une forme tétraploïque alors que le type est hexaploïque,
- Rosa moyesii  'Inermis',
- Rosa moyesii 'Superba' à port lus compact,
- Rosa holodonta Stapf, Rosa moyesii f.rosea (Rehd.&E.H.Wils.), tétraploïque, se distingue par la couleur rose de ses fleurs.

### Cultivars[3]
- 'Nevada', Dot 1927, blanc crème,

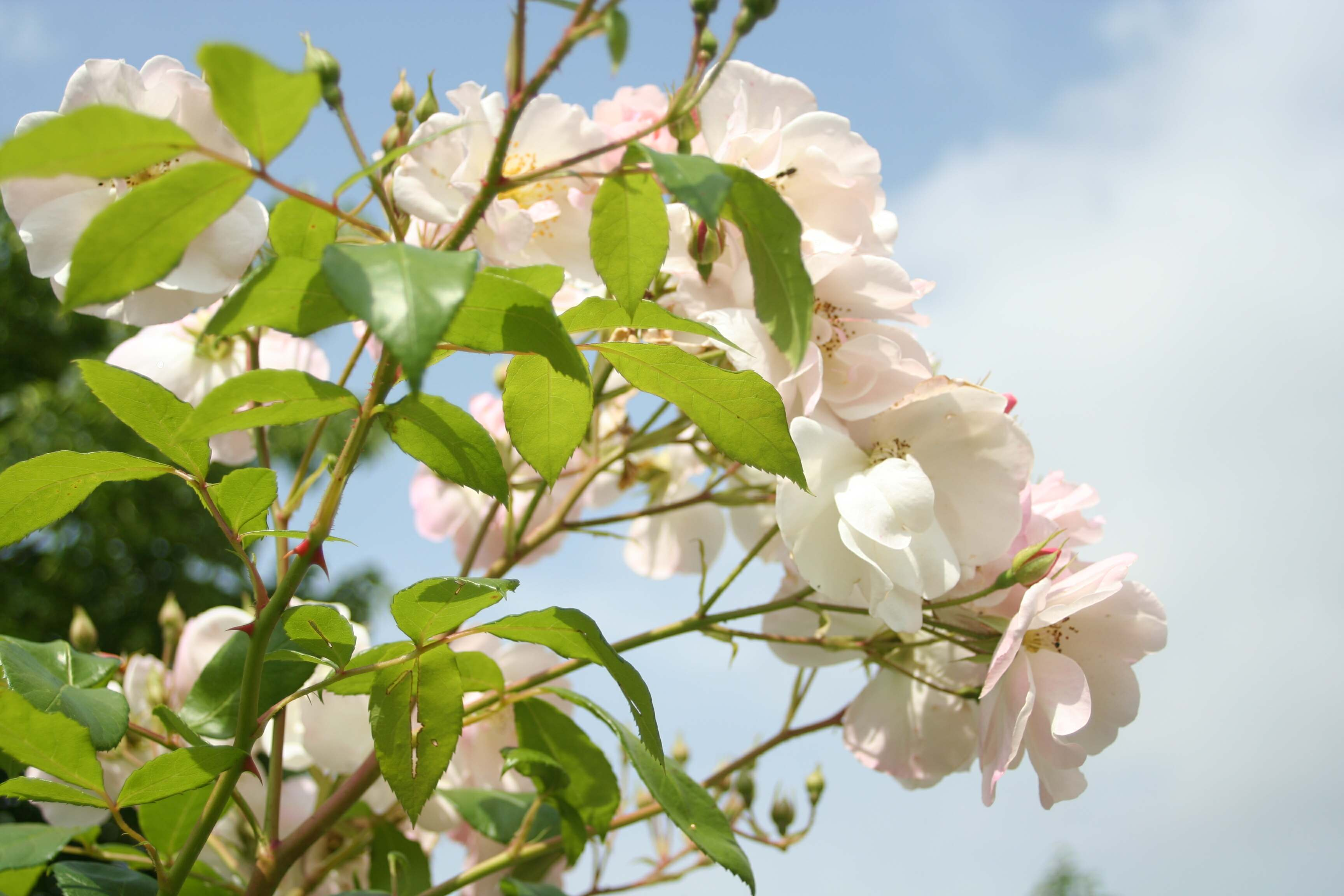
Floraison de 'Nevada' (Pedro Dot)

- 'Marguerite Hilling', Hilling 1959, rose clair, sport de 'Nevada',
- 'Highdownensis', Stern 1928, rouge carmin,
- 'Geranium', Royal Horticultur Society 1939, à fleurs simples rouges,
- 'Eos', Ruys 1959, rouge au centre clair ( Rosa Moyesii × 'Magnifica'),
- 'Eddie's Crimson', H Moy 1956, rouge foncé (hybride de Rosa Moyesii × 'Donald Prior').